# MoSys
MoSys, Inc.(元々はMoST、Monolithic System Technology)は1991年設立のファブレス半導体設計屋であった。会社は主にメモリー・チップを設計し、特に彼らのマルチバンクDRAMと1T-SRAM技術で知られていた – 後に任天堂のビデオゲーム機ゲームキューブとWiiで使われた。

## 歴史
1991年9月16日(米国時間)Monolithic System TechnologyとしてMoSysはカリフォルニア州サンノゼ市で法人化した。同社は2004年12月まで会長兼社長を務めたFu-Chieh Hsuによって共同設立された。共同設立者はFu-Chiehの他にWingyu LeungとGary Bantaがおり、両者ともデザイン・エンジニアリングのバイス・プレジデント(企業版)であった。初期の設計チームの雇われエンジニア達はIDT、ISSI、ラムバス、そしてPlus Logicから密猟された。1994年までに、同社は750万ドルのベンチャー資金を受け取った。
同社の最初の主要製品は、モノリシックがマルチバンクDRAM(MDRAM)と名付けた特殊なDRAMの一種であった。このチップ・シリーズの最初の(市場)投入は、16ビット幅・16セルから成る4メガビット(16キロバイト)メモリチップであった; 各セルのシンプルなインターフェイスは、それらをチップ上の高速バスに接続する。(DDR-SDRAMのように)チップ有効化パルス(いわゆるクロック信号)の各立ち上がりと立ち下がり(信号端)において、メモリアレイはデータを内部バスへ出力し、各パルスにつき32ビットワードに達した。MDRAMは1994年7月にTseng Labs、トライデント・マイクロシステムズ、そしてS3 Inc.から彼らのグラフィックス・アクセラレータ・カードで使うチップのデザイン・ウィンを獲得した。アクセス時間は15ナノ秒と評価され、同時代のチップの60ナノ秒とは対照的であった。MDRAMはプロプライエタリなインターフェイスを要求し、その当時のデスクトップパソコン用メモリ規格であったSIMMカード規格に適合させられなかった。(外注業者によって製造される)量産は1994年後半に達成された。

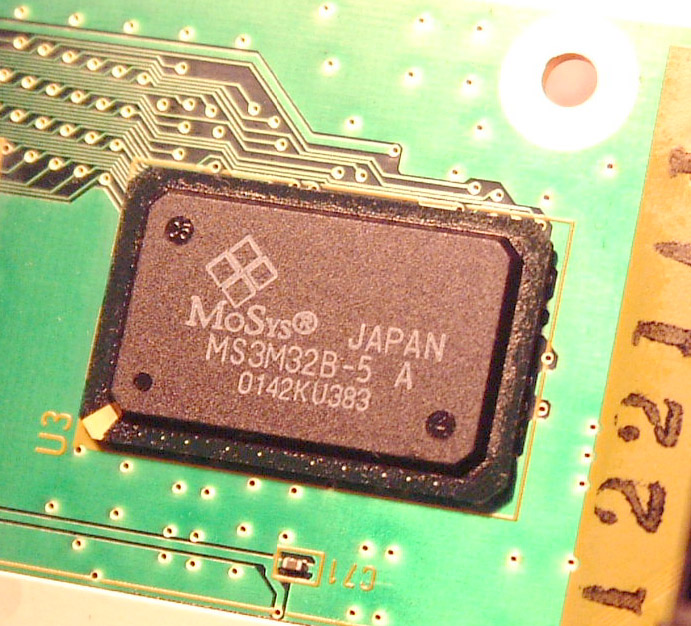
MoSys 1T-SRAM chip

1998年7月、モノリシックはノートパソコン市場に向けてパイプライン化バースト(転送)SRAMチップ・シリーズを発表した。1998年9月に彼らは疑似SRAM技術、1T-SRAMを発表した。真のSRAMとは異なり、1T-SRAMは基本的にはDRAMであり、各メモリセルの定期的(or頻繁)なリフレッシュを要する。しかしながら、1T-SRAMはセルの各バンクと同容量の真のSRAMキャッシュをペアにし; バンク内で複数の読み取り/書き込み操作が発生した場合、オン＝チップ・メモリコントローラはアクセスをキャッシュへリダイレクトし、バンク内のセルのリフレッシュさせられるようにすることを可能にする。与えられた処理に関与していない全てのバンクは一方、バックグラウンドでリフレッシュされる。これは全ての再充電サイクルにおいて待ち状態を要する事無く、SRAMのようなパフォーマンスを効果的に達成する。1T-SRAM 中の1T は1トランジスタの略であり(日本語の隠語では「石」に相当する); DRAMにおいては、通常1組のトランジスタ–キャパシタだけが1つのメモリセルを構築するのに必要とされる一方、SRAMは一般的には6つのトランジスタを要する。学者ブルース・ジェイコブ、スペンサー・W.・Ng、デビッド・T.・ワンは（著書Memory Systems (2008)の中で）「[1T-SRAM]は実際には不可能であるが、キャッチネームにはなる」と、その名前を誤称と判定した。
1999に、任天堂はコードネーム「Dolphin」ビデオゲーム機で1T-SRAMの使用についてMoSysと契約にサインし、その後2001年にゲームキューブとしてお披露目されることになった。2002年10月までに2500万個以上の1T-SRAMが生産された。1T-SRAMのより新しいバージョン(1T-SRAM Classicと称される)は2006年に特許を取得し発表された。任天堂は2006年、Wiiでそれを使用するためにモノリシックと契約を再度申し込んだ。
同社は1998年にチップ販売を絞り込み始め、他の半導体メモリ企業に特許を付与することに賛成した。2000年9月、モノリシックの取締役会メンバーはデラウェア州に会社を再編するために投票を行った。同社は未だにカリフォルニア州内で運営されているが、2001年6月までに研究所を近くのサニーベールに移転した。同月、同社はA．G．エドワーズの仲介によりIPOを申し込んだ。同社の株価は公募初日に12%上昇し、モノリシックにとって5100万ドル分の純資産の増加をもたらした。ウォール・ストリート・ジャーナル は、これをドットコム・バブルの夕暮れに陥っていた株式市場のテクノロジー企業への関心の再燃と見なした。
2004年2月に、シノプシスは同社がモノリシックを4億3200万米ドルで買収する意向であることを発表した。しかしながら、一ヶ月後、シノプシスは彼らのモノリシックの買収の合意を破棄し、および合併契約の一環としてモノリシックに1000万ドルの違約金の支払いをした。この出来事はシノプシスがとても高いプレミアがつけられていた自身の買収条件（モノリシックには1株あたり13.5ドル、現金1括払いを提案していた）を変更した後であった。その後モノリシックはデラウエア州裁判所でシノプシスに買収の完遂を強制するよう民事訴訟を起こした。モノリシックは2004年7月に、支払いもしくは責任なしに提訴を取り下げた(事実上の敗訴)。2004年12月下旬、会社にとって厳しい年であるとともに体調不良により、Fu-Chieh会長はモノリシックから辞任し、代わりにCFOのMark Vollがその地位を引き継いだ。
モノリシックには(2005年末までに)76人の正社員—(その内訳は)デラウェア州の幹部25人と、サニーベールにある同社研究開発所のエンジニア51人—がいた。2006年5月に、同社は正式に社名をMoSysに変更した。
2010年代後半までに、MoSysはセキュリティ、通信、およびデータセンター用チップの設計に転向した。2021年12月に、彼らは窮地から脱するために(ミリ波半導体の設計屋である)Peraso Technologiesと合併しPeraso Inc.となった。

## 引用(元)
1. ↑  Bailey & Werner 2007, p. 40; Staff writer 1994, p. 95.
2. 1 2  LaPedus 2004.
3. 1 2 3  Staff writer 1994, p. 95.
4. ↑  McLeod 1994, p. 5.
5. ↑  Crothers 1994, p. 32.
6. ↑  Schroeder 1994, p. 40.
7. ↑  Ascierto 1999, p. 16.
8. ↑  Glaskowsky 1999, p. 1.
9. ↑  Jacob, Spencer & Wang 2008, p. 330; Shimpi 2001.
10. ↑  Jacob, Spencer & Wang 2008, p. 330.
11. ↑  Clarke & Hara 1999.
12. ↑  Staff writer 2002.
13. 1 2  Bailey & Werner 2007, p. 41.
14. ↑  Block 2006.
15. 1 2 3  Hennessey 2001, p. C14.
16. 1 2  Bailey & Werner 2007, p. 40.
17. ↑  Staff writer 2001, p. 6.
18. ↑  Bloomberg L.P. 2004, p. 10.
19. ↑  Bailey & Werner 2007, pp. 40–41.
20. ↑  AccessWire 2021.